# Paracryphiaceae
Paracryphiaceae er en monotypisk familie med én slægt og én art. Det er træagtige planter med hårklædte skud. Blomsterne sidder i forgrenede aks. Frugterne er vingede og forveddede.